# Parenostre
El parenostre (del llatí Pater Noster) és la pregària central del cristianisme, puix que, segons el Nou Testament, a diferència d'altres oracions, va ser directament ensenyada per Jesús; els Evangelis expliquen que quan els seus deixebles li van demanar com havien de pregar, Jesús els va ensenyar aquesta pregària. Es pot trobar a l'Evangeli segons Mateu (Mt 6:9-13) i, més breu, a l'Evangeli segons Lluc (Lc 11:2-4).

## Versió catalana més habitual

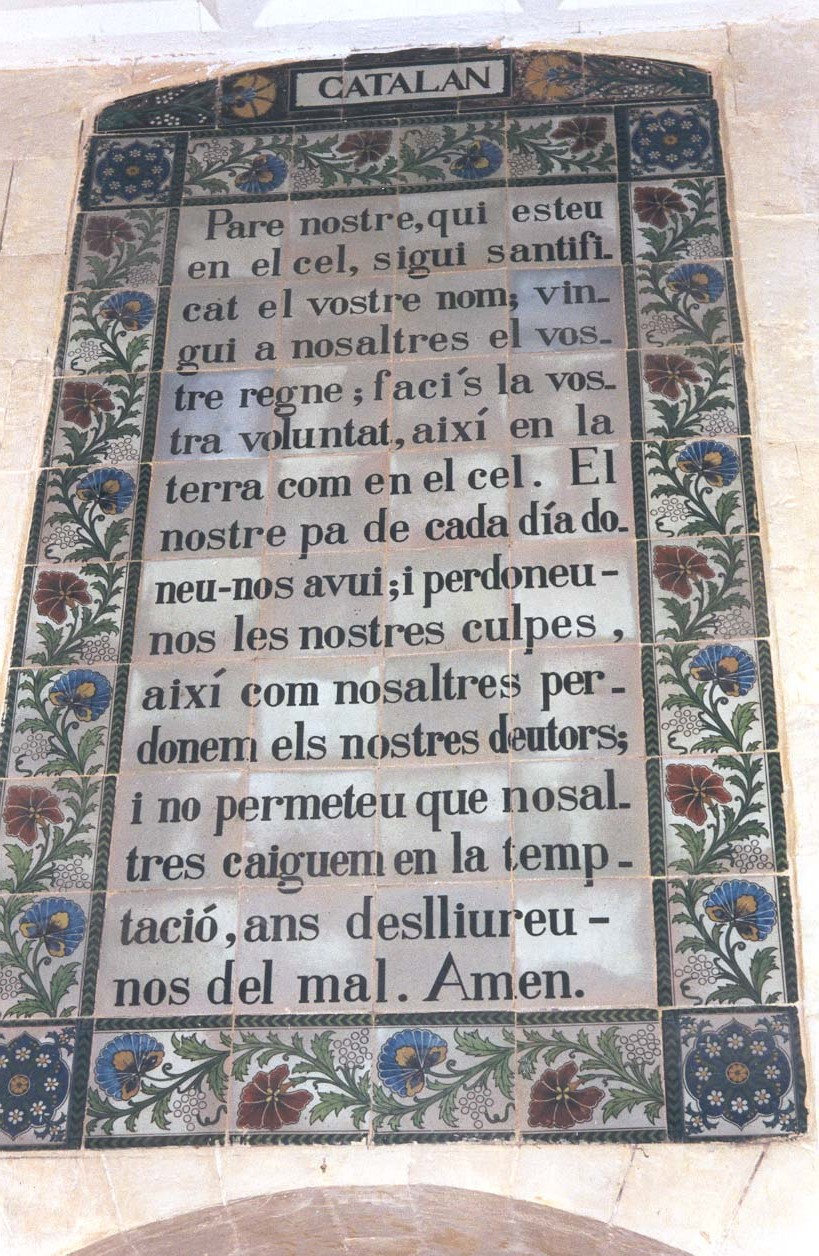
El parenostre en català a l'església homònima de Jerusalem.

Hi ha diverses traduccions del parenostre, la versió habitual és la següent, en llengua estàndard (a les Balears tradicionalment no s'hi empra l'article salat):
| en català Pare nostre, que esteu en el cel: Sigui santificat el vostre nom. Vingui a nosaltres el vostre Regne. Faci's la vostra voluntat, així en la terra com es fa en el cel. El nostre pa de cada dia, doneu-nos, Senyor, el dia d'avui. I perdoneu les nostres culpes, així com nosaltres perdonem els nostres deutors. I no permeteu que nosaltres caiguem en la temptació, ans deslliureu-nos de qualsevol mal. Amén | en llatí Pater noster, qui es in caelis, Sanctificetur nomen tuum. Adveniat regnum tuum. Fiat voluntas tua, Sicut in caelo et in terra. Panem nostrum quotidianum da nobis hodie. Et dimitte nobis debita nostra, Sicut et nos dimittimus debitoribus nostris. Et ne nos inducas in tentationem: Sed libera nos a malo. Amen. |

## Versió rossellonesa
Extreta del Compendi del Catecisme a l'ús de totes les iglésies de l'Imperi Francès, traduït en català, en favor del poble per ordre de l'il·lustríssim Senyor Bisbe de Carcassona, impressor Joan Alzine, Perpinyà, 1807.
Pare nostre qui estau en lo cel,
sia santificat lo vostre sant nom ;
vinga en nosaltres lo vostre sant regne ;
faça-se la vostra voluntat
així en la terra com se fa en lo cel ;
lo nostre pa de cada dia donau-nos,
senyor, en lo dia d'avui,
i perdonau-nos les nostres culpes,
així com nosaltres perdonam a nostres deutors
i no permetau que nosaltres caigam en la temptació ;
ans deslliurau-nos de qualsevol mal.
Amén.

## Versió rossellonesa 2
Extreta de Mémoires de Nohèdes - Légendes et tradition orale, 1995, de Didier Payré, recollida de Teresa Roig nada el 1900.
Pare nostre qui esteu en lo cel,
sigui santificat el vostre sant Nom;
vingui en nosaltres el vostre sant regne;
faci's senyor la vostra voluntat,
així a la terra com se fa en lo cel;
El nostre pa de cada dia, doneu-nos senyor, com al dia d'avui;
Perdoneu les nostres culpes,
així que (sic) perdonem als nostres deutors;
No permeteu, Jesús, que caiguem en la temptació.
Àngels de cel i de l'atzur,
aquí que poguem sàller a la fi dels nostres dies,
vius o morts
o
Àngels del cel, Sant Pere, Sant Pau, Sant Josep,
feu la pregària per a tothom,
que tothom vagi en bona salut.

## Versió algueresa
1790.
Pare Nostro, que sés en lo Cel
sia santificat lo teu nom.
Vengui a nosaltros lo tou regne.
Sia feta la tua voluntat,
com en lo Cel així en la Terra.
Dona-nos avui lo pa nostro de cada dia,
i perdona-nos los nostros pecats,
així com nosaltros perdonem a los nostros enemics.
No nos deixis caure en temptació,
ma llibera-nos de cada mal.
Així sigui.

## Versió mallorquina
Pare nostro que estau en el cel,
sia santificat el vostro nom.
Vengui a nosaltres el vostro regne.
Es faci la vostra voluntat,
així a la terra com es fa en el cel.
El nostro pa de cada dia,
donau-nos senyor el dia d'avui
I perdonau les nostres culpes
així com nosaltres perdonam els nostros deutors.
I no permeteu que nosaltres caiguem en la temptació,
ans alliberau-nos de qualsevol mal
Amèn.

## Versió valenciana
Versió actual proposada per l'Acadèmia Valenciana de la Llengua (AVL). La versió antiga medieval podria semblar-se prou a la rossellonesa, tenint en compte que aquestes oracions van ser durant molt de temps transmeses en llatí.

Pare nostre, que esteu en el cel:
Siga santificat el vostre nom.
Vinga a nosaltres el vostre regne.
Faça’s la vostra voluntat,
així en la terra com es fa en el cel.
El nostre pa de cada dia,
doneu-nos, Senyor, el dia de hui.
I perdoneu les nostres culpes,
així com nosaltres perdonem els nostres deutors.
I no permeteu que nosaltres caiguem en la temptació,
ans deslliureu-nos de qualsevol mal.
Amén.

## Anàlisi i interpretació
La pregària consta d'una invocació i set peticions. Algunes tradicions litúrgiques hi afegiren la doxologia perquè són vostres per sempre el regne, el poder i la glòria, no inclosa al text canònic, per tancar circularment el discurs.
La invocació comença al·ludint al fet que Déu és pare, tant de Jesús (per la doctrina de la Santíssima Trinitat) com, per extensió, de tota la humanitat. S'allunya així del déu jueu, creador i sovint cruel segons els cristians, o de les divinitats indiferents d'altres religions. Està al cel, entès com el Paradís i no el firmament. Allà hi aniran a parar les ànimes després de la mort si han obrat correctament.
La primera petició és que sigui santificat el nom de Déu, seguint el model del Kaddish jueu, on els noms tenien una importància fonamental (per això no s'esmenta directament el nom, massa sagrat, en línia amb el manament de «no utilitzaràs el nom en va»). Sembla també al·ludir a la vocació universalista catòlica, en el desig que tots els homes es converteixin i santifiquin el nom de Déu.
Després es demana que el regne de Déu estigui a la terra, en el sentit que regni la felicitat eterna també a la vida terrenal (posseir Déu al cel). Igualment regnaran a la Terra els valors celestials (aquells que permeten a l'ànima salvar-se), com ara l'amor el proïsme o la pau.
A continuació l'home se sotmet a la voluntat divina, igual que Jesús va obeir les ordres del seu pare, fins a morir en la creu, igualment el cristià ha d'obeir la doctrina divina en la seva quotidiana.
La quarta petició és més material, demana el pa, que simbolitza tot l'aliment i per extensió totes les coses necessàries per viure. El pa també recorda el manà del desert (que Déu donava cada dia als hebreus que havien fugit d'Egipte amb Moisès) i el pa de l'Eucaristia, autèntic pa de vida segons les paraules de Jesús (qui va declarar que qui en mengés, mai més no tindria gana).
Seguidament el cristià demana perdó pels pecats o ofenses que hagi pogut cometre. El text original podria traduir-se com a «deutes», fet que ha portat algunes congregacions a condemnar el préstec i la usura com a pecats inherents (ningú no pot deure a ningú tret de Déu, qui dona la vida, i aquest perdona el deute). El perdó diví va acompanyat d'un perdó universal, recollint la vella màxima cristiana d'estimar els altres i no voler-los cap mal que no es vulgui per a un mateix (a diferència de la llei de talió jueva). Fa referència, per tant, al Manament nou expressament donat per Jesús al darrer sopar abans de morir.
Lligat amb l'anterior punt, es demana evitar la temptació. La darrera petició és genèrica, es tracta de conjurar qualsevol mal (de vegades traduït com a Mal, el dimoni). S'observa per tant una gradació en les darreres peticions a la divinitat: que perdoni els possibles pecats comesos, que no permeti cometre'n de nous amb la temptació i que alliberi l'ésser humà de qualsevol mal, sigui pecat o no. Aquesta gradació és un recurs retòric típic dels poemes antics, on s'augmenta la força de la imatge progressivament.
Alguns cristians prenen l'esquema bàsic per a una altra pregària més personal, l'Àgape, que en recull els moments essencials, però no es basa en una fórmula fixa sinó en l'expressió lliure del creient.

## Antecedents del parenostre
El parenostre sorgeix principalment dins el context de les tradicions litúrgiques del judaisme en què estava immers Jesús de Natzaret i en què va desenvolupar-se al començament el cristianisme.
George Novack associa generalment tant aquestes tradicions com les de les grans religions als rituals de l'home primitiu:
| « | Les grans religions del món, com el cristianisme, el budisme, l'islamisme, van prendre les idees màgiques sorgides de la impotència i la ignorància dels primitius. Van perfeccionar-les bo i transformant-les en els tan comuns parells d'oposats Déu-Home... de la mateixa manera els seus rituals religiosos imiten els rituals del metge-bruixot de llurs tribus. | » |

Des d'aquest punt de vista, els homes primitius començaren a endevinar els aspectes que no comprenien del món i la natura i van començar a tenir déus de la pluja, del vent, de l'amor... El contacte amb aquestes forces de la natura divinitzades començà a perfeccionar-se i va donar lloc a les religions. Per a Novack, el judaisme va implicar un avenç en aquella època, en un context on la majoria de les cultures antigues eren politeistes, en resumir tots els déus en un de sol i desenvolupant una litúrgia on l'oració era la forma més efectiva d'apropament a Déu.

### Tradicions litúrgiques a l'edat antiga

#### L'oració a les antigues Roma i Grècia

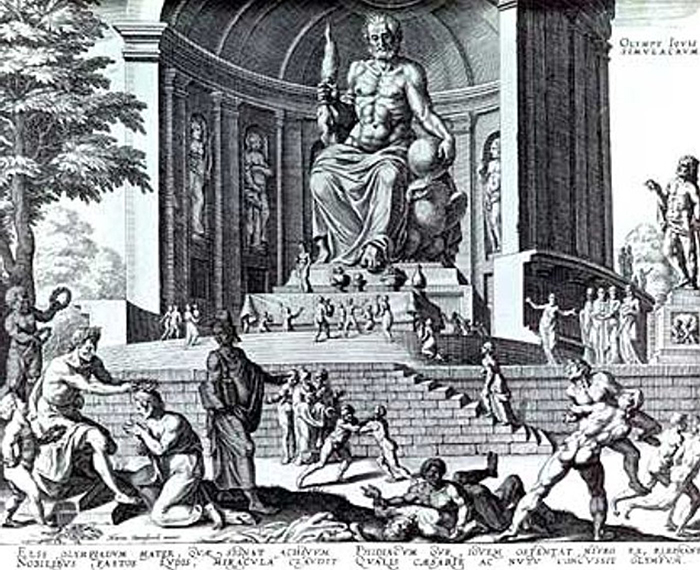
L'estàtua de Zeus creada per l'escultor Fídies cap al 435 aC, segons un gravat de Maarten van Heemskerck,.

Ja als temps antics varen sorgir tot de religions organitzades i va haver-hi temples i sacerdots que retien culte a forces de la natura, que la majoria de les vegades ja tenien la figura de déus antropomorfes. Les religions primitives generalment mancaven del concepte d'un Déu universal (un Déu per a tots els homes), més aviat s'adoraven déus locals, que creien que afavoririen només un poble en concret. De forma anàloga, es consideraven vertaders els déus d'altres pobles. Per exemple, un egipci podia considerar que Atena ajudava els grecs, per tant, ell havia de demanar ajuda al seu déu Horus.
Cada poble tenia la seva pròpia forma de comunicació amb els déus. Una forma d'establir contacte era mitjançant paraules ritualitzades, com si els déus fossin persones que escoltessin i responguessin, és a dir: orar. En el cas de la religió grecoromana, hi havia un gran contrast entre l'oració dirigida a les grans divinitats i la que es feia amb els déus familiars. En el cas de les grans divinitats (Júpiter, Neptú, Zeus, Atena...) l'oració era molt recarregada, amb ritus molt elaborats i complexos plens de paraules i frases lingüísticament fixades i de caràcter cerimoniós. Els déus eren considerats ents llunyans i no calia doncs esforçar-se a establir-hi un diàleg, ja que eren tan grans i poderosos que segurament no escoltarien. Més aviat calia evitar llur ira. D'altra banda, els déus domèstics, els de la família, els propis avantpassats, eren orats d'una manera molt diferent: se'ls demanava consell i protecció d'una manera íntima, en aquest cas hi havia un contacte més proper i una conversa de debò, ja que sentien amor per aquests petits déus.

#### L'oració al judaisme

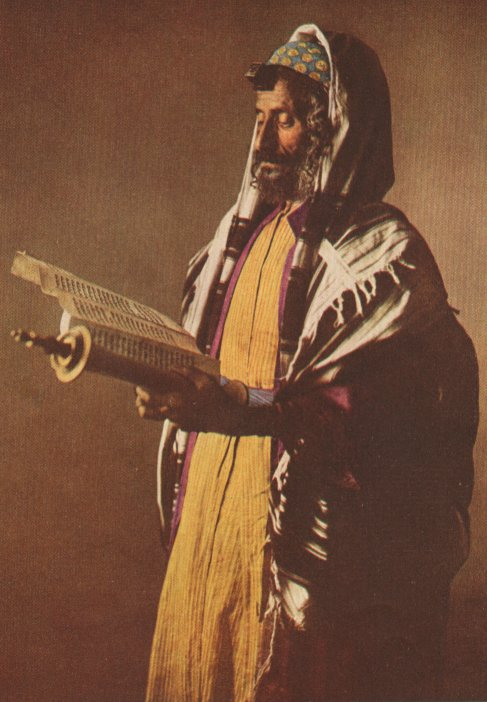
Jueu iemenita fent servir la quipà i el talit mentre ora.

El judaisme reprèn el context religiós de l'època antiga: l'existència d'un sol Déu (el monoteisme). De forma semblant a la resta de pobles, la creença jueva sostenia que la seva deïtat els afavoria només a ells, ço és, seguia essent un Déu d'un sol poble. La diferència fonamental requeia en què per als jueus totes les altres deïtats eren falses, només llur Déu existia realment (exclusivisme). Segons el judaisme, Ell va crear tots els homes, però va triar Israel per ser el Seu poble.
Israel es comunica amb Déu mitjançant els seus profetes, essent-ne el més gran Moisès. Així doncs, Déu hauria parlat directament amb ell en diverses ocasions. Es podria dir que no va haver-hi ningú amb qui tingués una relació més perfecta, però alhora més humil, que amb Moisès. Segons les narracions bíbliques, aquest fill d'Israel fou l'únic a comunicar-se amb Déu directament (els altres que ho feren, ho van aconseguir a través de la mediació d'àngels). Entenent l'oració com el diàleg amb Déu, Moisès va tenir l'oració més sorprenent i ideal.
Israel és un poble on l'oració és un dels punts més importants de la seva identitat. Àdhuc els jueus menys creients coneixen algunes oracions. El seu contacte amb Déu s'ha caracteritzat en gran manera per llurs oracions. El judaisme va llegar al Cristianisme una gran part de les seves creences. De fet, el Cristianisme assegura que en la figura de Jesús de Natzaret es dona el compliment total de les seves escriptures i l'identifica amb el Messies o Crist promès. El mateix Jesús va néixer dins el context espiritual jueu i aquesta identitat es veu clarament reflectida en l'oració del parenostre.
Exemples d'oracions jueves:
- Amidà: literalment, parat, anomenada també l'oració a les divuit peticions. És una antiga oració del judaisme que encara es conserva. Les divuit benediccions són dotze vegades més llargues que l'oració dominical en la seva versió més àmplia. En aquesta oració L'Etern (Déu) es revela com algú proper a qui es fa aquesta oració, és un Déu únic, salvador, just i misericordiós amb el seu poble escollit.
- Xemà Israel: literalment, escolta Israel. El cor d'aquesta oració està contingut al capítol 6 del llibre de Deuteronomi, comença amb la frase «Xemà Israel» (Escolat Israel, Adonai és el nostre Déu, Adonai és Un). Aquesta oració l'han de resar diàriament i el seu missatge podria ser: a un Déu únic correspon un amor únic, sense divisions ni fisures. Per això es reclama que un israelià faci un servei exclusiu al Senyor. Jesús el cita a Marc 12:29-30.
- Abinu Malkenu: literalment, 'pare nostre, rei nostre'. Aquesta oració conté les paraules Pare nostre en hebreu. Es demana a Déu que permeti que els benediccions vinguin a les vides dels homes.

#### Espiritualitat jueva en el parenostre
Diverses fonts afirmen que el parenostre recull una indubtable herència de l'espiritualitat jueva.
Per exemple, al llibre Rabbinic Literature and Gospel Teaching (Londres, 1930) s'hi afirma que hi ha semblances entre l'oració del parenostre i oracions tradicionals del judaisme. Amb aquestes comparacions va pretendre's demostrar en aquest llibre que el parenostre té una base filosòfica jueva.
A la litúrgia per al matí de Sàbat d'acord amb l'ús romà s'afirma:
| « | Pare nostre del cel, gaudeixes establint la Teva Casa en les nostres vides i posant la Teva presència a les tenebres dels nostres dies. | » |

Aquest text revela que els jueus veuen el Senyor com llur Pare, el pare del seu poble, missatge que prové de l'oració a Jesús:
| « | Permet que el Teu grandiós nom sigui magnificat i santificat. | » |

Aquí els jueus fan més gran el nom del seu Déu i li demanen que els homes el reconeguin i el glorifiquin. Aquest missatge es troba a la primera petició de l'oració.
| « | Permet que el Teu Regne ompli les vides, i els dies i la vida de tota la Casa d'Israel molt aviat, en un futur proper. | » |

El Regne de Déu és una idea que els cristians van prendre del judaisme i aquest kàdish ho demostraria. El rabí Eleassar el Gran va dir:
| « | Qualsevol té un pa al cistell i diu: Què menjaré demà? És una persona de poca fe. | » |

El text grec del parenostre en la seva traducció més fidel diria el nostre pa de cada dia, doneu-nos Senyor, aquest matí, traducció que concorda amb el qual diu Eleassar el Gran. L'Amidà, d'altra banda, diu:
| « | Perdoneu-nos, oh Pare nostre, perquè hem pecat, absol-nos, oh Rei nostre, perquè hem comès transgressions. | » |

L'Amidà demostra el dolor o almenys el temor que el poble d'Israel sent pels seus pecats. Samuel el Petit digué:
| « | No gaudeixis de la caiguda del teu enemic, no sentis felicitat al teu cor si el veus ferit, car Déu ho veurà i n'agafarà l'ira. | » |

El missatge parla de l'amor als enemics. Perdonar els que ens ofenen seria part d'aquest amor. L'oració de Mar bar Rabna, datada del segle v i feta servir a la litúrgia del vespre, diu:
| « | Sigues un escut per a nosaltres, aparta els nostres enemics, la pestilència, l'espasa... | » |

Es demana al Déu dels jueus en aquesta oració que sigui una protecció, així com Jesús demana al Pare que ens alliberi del mal. El presbiteri italià Marco Adinolfi considera que el parenostre va poder ser una oració pròpia del judaisme, ja que al llarg d'aquesta oració se sintetitza l'espiritualitat jueva, de forma que Jesús al parenostre va deixar el missatge més jueu de tota la Bíblia.

## El parenostre a l'Església primitiva

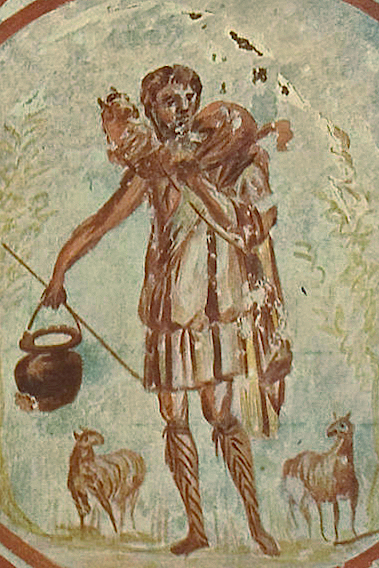
Representació paleocristiana de Crist com el Bon pastor a les catacumbes de Sant Calixt, a Roma.

Cal remarcar que Jesús va viure en el context de l'espiritualitat jueva, que als Evangelis se cita sovint als texts sagrats del judaisme i que Jesús, com a jueu, estava sotmès a la Torà. Segurament va resar les divuit benediccions, el Xemà, l'Avinu Malkenu (parenostre), els Salms… i d'altres pregàries que hi havia dins el corpus religiós del judaisme d'aleshores.
Es pot assegurar que si el judaisme va introduir una gran novetat al context religiós de la seva època, el Cristianisme va dur al món una nova visió de la Divinitat. Per al Cristianisme existia una deïtat, la dels jueus. Només hi havia un Déu vertader, però no era només per a un sol poble. El Senyor va deixar de ser un Déu local del poble jueu i va esdevenir un Déu universal. El dels cristians es mostrava a tots els homes que volguessin seguir-lo sense tenir en compte llur origen. Segons el Cristianisme, el Senyor tenia un nou poble al qual qualsevol home de bona voluntat podia pertànyer i aquest nou poble era l'Església. Aquesta és la raó per la qual diferents denominacions cristianes s'anomenen a si mateixes el Nou Israel.
En un començament els primers cristians es consideraven part del poble jueu, oraven a les sinagogues i respectaven tota la Torà. Al primer Concili de Jerusalem, narrat al capítol 15 del llibre Fets dels Apòstols, es diu que els gentils que abraçaven Crist no estaven obligats a fer complir la Torà donada al poble d'Israel. Per exemple, els cristians d'origen gentil no estaven obligats a circumcidar-se o a celebrar el Sàbat. És a partir d'aleshores que el Cristianisme començà a separar-se gradualment del judaisme.
El parenostre fou fonamental per a aquesta separació. En semblar-se al judaisme, el Cristianisme va haver d'anar adquirint una identitat pròpia i el principal tret de l'espiritualitat jueva era l'oració. El Cristianisme, doncs, havia de cercar la seva pròpia oració, els seus propis trets, per tal que no fos considerada una secta del judaisme. El parenostre va esdevenir el tret principal que diferenciaria el poble «nou» del «vell» en aquest punt de la història. La diferència encara no era gaire clara, entre els jueus i els primers seguidors del Cristianisme, però.
Els primers cristians tenien un gran respecte per l'oració dominical. L'oració dominical no s'ensenyava a tothom, però, resar-la constituïa un privilegi que només s'atorgava als que ja havien rebut el bateig. Era l'última cosa que s'ensenyava als catecúmens i només fins a la vetlla del bateig. Era la màxima i més preciada joia de la fe.
Els antics cristians de les Esglésies d'Àfrica prengueren llur professió de la fe (quid credendum) d'aquesta oració. Una professió de fe és una declaració de les seves creences, un exemple és l'oració del credo de Nicea del catolicisme llatí i oriental. Els que pretenien obtenir el bateig havien de tenir un profund coneixement de l'oració (quid orandum). Els catecúmens havien de seguir amb deteniment l'explicació del credo i després havien de recitar-lo públicament de memòria. La transició entre aquests dos passos era el parenostre. La professió de fe en el Cristianisme és una part fonamental, car mitjançant aquesta professió es declaren quines són les creences fonamentals i bàsiques. El fet que les esglésies primitives d'Àfrica l'agafessin com a base per a llur professió de fe demostra que des dels orígens del Cristianisme aquestes paraules de Jesús foren considerades les paraules més santes.
A l'Església primitiva el rés del parenostre estava reservat per al moment més alt de la celebració que més endavant el catolicisme va anomenar missa. La feien precedir de fórmules que assenyalaven respecte. Aquestes fórmules han estat heretades per Esglésies en les seves actuals litúrgies: a la litúrgia de l'Església oriental es diu com a introducció: Digneu-vos, oh Senyor, a concedir-nos que joiosos i sense temeritat, ens atrevim a invocar-vos, Déu celestial, com a Pare, i que diguem: Pare nostre... A la primitiva litúrgia romana el sacerdot precedia l'oració amb la frase: ens atrevim a dir, tot reconeixent l'enorme audàcia que cal en repetir paraules considerades tan santes per al Cristianisme.

## El parenostre a la Bíblia

### La narració dels Evangelis
Als dos Evangelis, és Jesús qui ensenya el parenostre als seus deixebles per ensenyar-los el mode correcte d'orar. La narració evangèlica sembla indicar que els seus seguidors van tenir una confiança completa en les seves ensenyances. Cal recordar que la religiositat jueva era molt rígida i tenia ritus i oracions molt precises. La relació amb l'Ésser Etern, que segons les seves creences regia tot el que existeix, era quelcom molt delicat i per això demanen a Jesús que els ensenyi la manera correcta de dirigir-se a Ell, ja que d'acord amb ells, només una persona molt propera a Déu podria conèixer la manera correcta de parlar-hi, essent Jesús aquesta persona per a ells.
Amb l'oració que els ensenya, Jesús tracta de trencar amb les actituds que allunyaven l'home de Déu, i cerca una senzillesa que faciliti el diàleg amb aquell Senyor que Jesús anomenà Pare.
Narració de Mateu

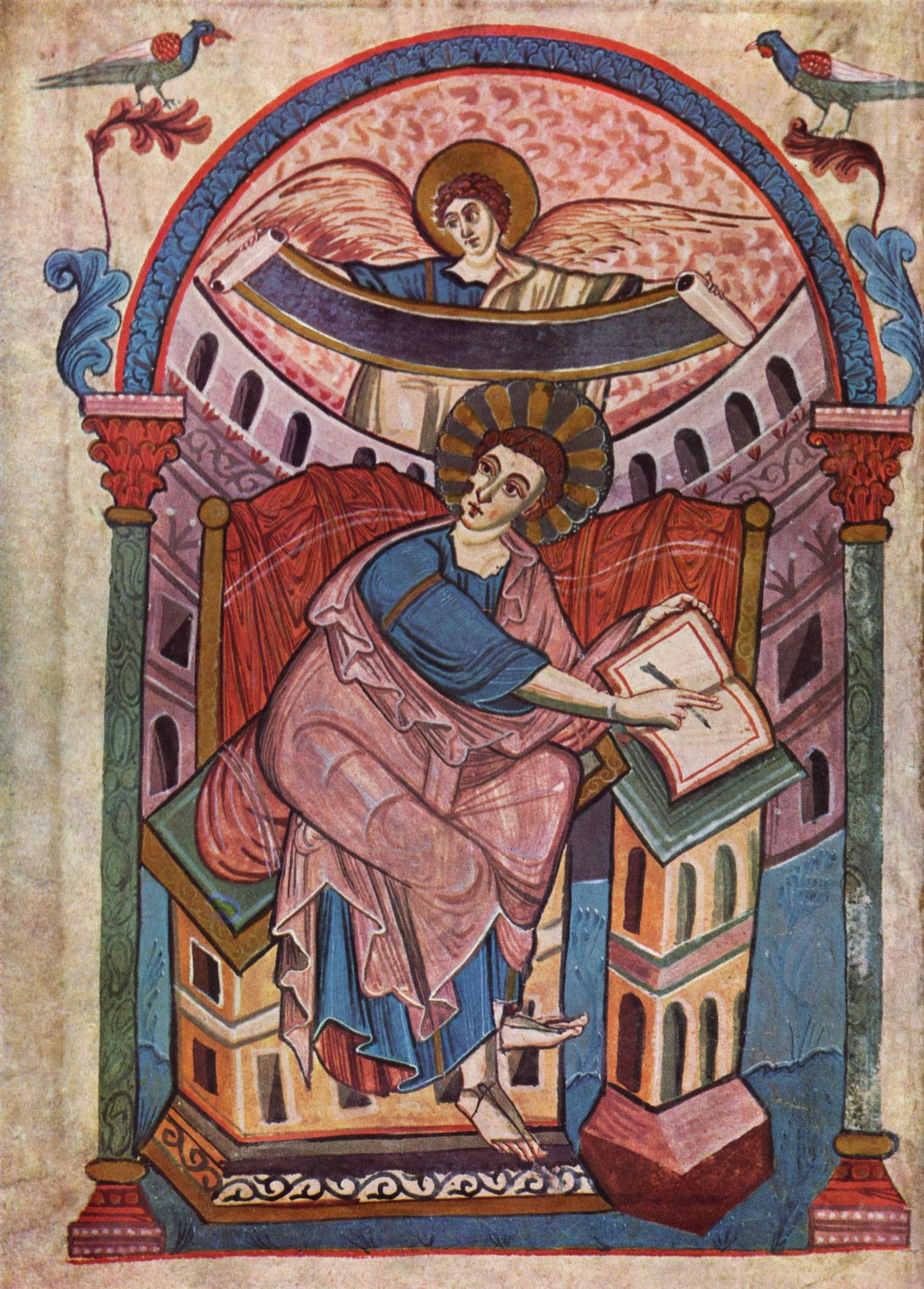
Representació de l'Evangeli segons Mateu (àngel).

L'oració apareix en el context del Sermó de la muntanya. Jesús havia començat ja la seva vida pública, i a causa que ja era un conegut predicador va congregar molta gent que volia rebre les seves ensenyances. Va decidir pujar a un pujol perquè tots poguessin escoltar-lo, i una part important de les ensenyances cristianes es basa en aquest passatge evangèlic: les benaventurances (Mt 5:1-12), la comparació dels deixebles amb la llum del món (Mt 5:14-16), l'actitud de Jesús respecte de la Llei de Moisès (Mt 5:17-20) i els seus comentaris sobre els manaments (Mt 5:21-37), entre altres ensenyances fonamentals per als cristians.
El context en què Jesús exposa el parenostre és el del retret envers aquells, tant jueus com gentils, que han fet convertir l'oració, com l'almoina, en un hàbit merament extern (Mt 6:5-8). Jesús recomana orar en secret i amb senzillesa, i els ofereix el parenostre com a exemple d'oració senzilla per dirigir-se al Pare.
Narració de Lluc

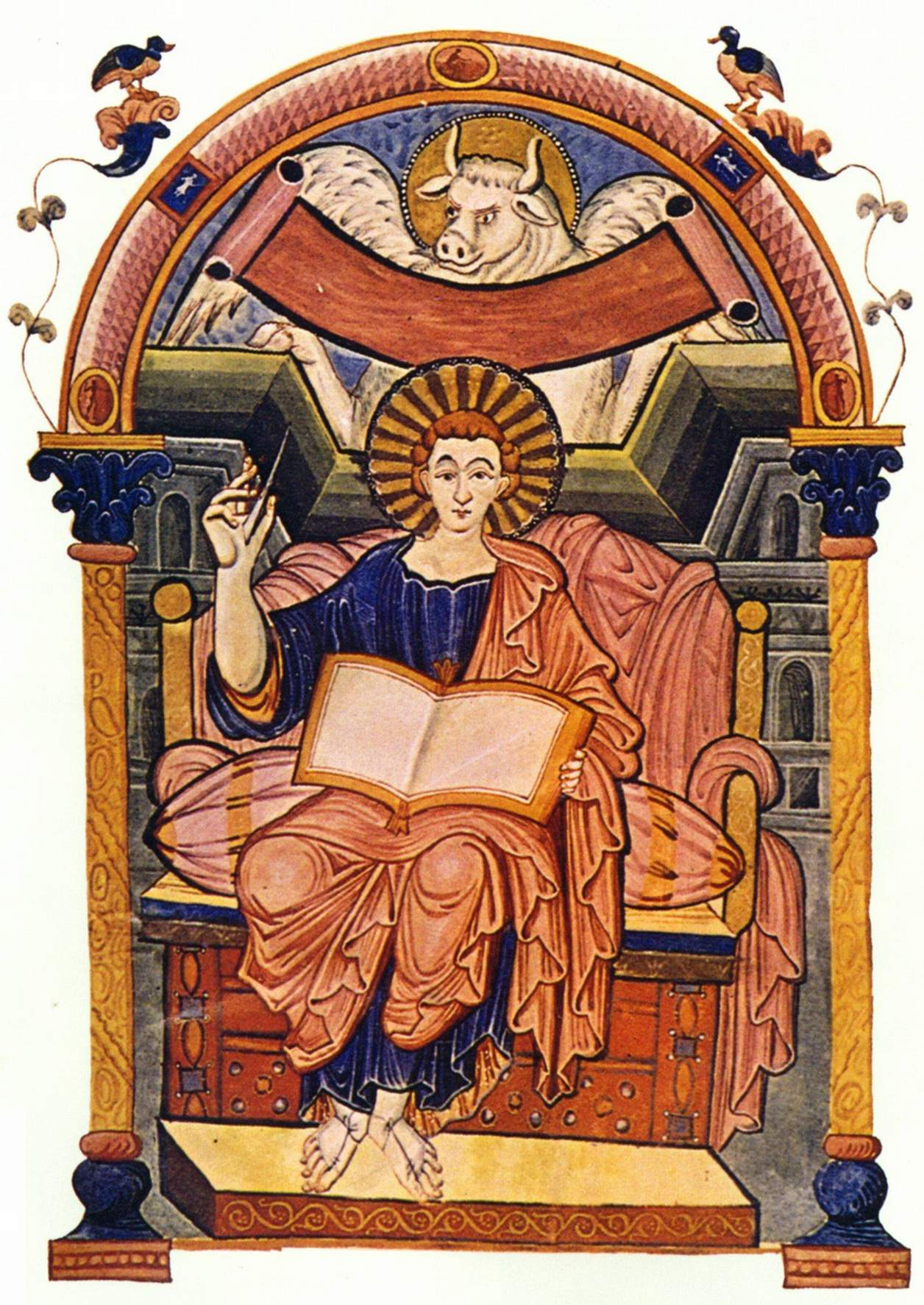
Representació de l'Evangeli segons Lluc (brau).

A l'Evangeli segons Lluc el parenostre apareix a la secció que es denomina el viatge a Jerusalem: és precedit per l'exposició de la paràbola del bon samarità (Lc 10:30-37) i per l'episodi de la disputa entre Marta i Maria (Mt 10:38-42). La narració sembla suggerir que Jesús estava orant sol i molt concentrat en allò que l'Envangeli anomena cert lloc, per això ningú no s'atrevia a interrompre'l, i només quan va haver acabat el seu diàleg amb Déu un dels seus deixrebles va demanar-li que els ensenyés a orar. Tot seguit, Jesús els explica el parenostre, en una versió més curta que la de Mateu i que conté només cinc peticions. El text de Lluc segons la traducció catòlica de la Bíblia d'Amèrica diu:
«Pare, santificat sigui el Vostre nom; vingui el Vostre regne; doneu-nos cada dia el pa que necessitem; perdoneu-nos els nostres pecats, perquè també nosaltres perdonem els que ens ofenen; i no ens deixeu caure en la temptació.»
Comparació de les narracions
Lluc narra que un dels deixebles va demanar a Crist que els ensenyés a orar després que el mateix Jesús va haver acabat la seva oració en solitari. A Mateu no sembla la demanda del deixeble, fou iniciativa del mateix Jesús d'ensenyar-los a orar amb el parenostre.
Les diferències entre els dos Evangelis són les següents:
- La invocació: Lluc invoca Déu només com a Pare i Mateu com a Pare nostre que esteu en el cel.
- A Lluc no apareix la demanda de Jesús que es realitzi la voluntat de Déu així a la terra com es fa en el cel.
- A Lluc no es menciona la demanda deslliure-nos de qualsevol mal.

El fons de les dues narracions és el mateix: Jesús ensenya la seva gent quina és la forma correcta de dirigir-se a Déu. Tanmateix, Mateu la desenvolupa de manera més extensa i profunda. La narració de Mateu sobre el parenostre és més apassionada, ja que Jesús es troba a una muntanya envoltat d'una gentada que frisa per escoltar les seves paraules, a la narració de Lluc, en canvi, hi apareix un Jesús més espiritual, orant en solitari, causa l'admiració d'un deixeble, qui espera pacientment que acabi d'orar per demanar-li que els ensenyi a fer-ho de la mateixa manera.
Hipòtesis sobre les diferències entre Mateu i Lluc
Hi ha tres hipòtesis sobre les diferències entre les narracions del parenostre entre els dos Evangelis. Acceptant que Jesús va pronunciar només una vegada el parenostre, es planteja la següent qüestió: pot ser que les diferències entre les versions de Lluc i Mateu siguin causa de la transmissió oral de la tradició, però apareix el problema de quin dels dos texts és el primitiu, i a partir d'aquí sorgeixen dues hipòtesis:
- El text de Lluc conté la narració original. Si el text de Lluc fos el primitiu els cristians a l'hora de transmetre'l els uns als altres van haver d'haver-hi afegit perífrasis.
- El text de Mateu conté la narració original. Si l'original fou Mateu, aleshores els cristians van escurçar l'oració per oblit a la tradició recollida per Lluc.

També s'obre una possible tercera hipòtesi:
- Jesús va pronunciar-la en diverses ocasions, i els dos relats són correctes. L'oració era quelcom molt fonamental per a Jesús, part molt important en l'aprenentatge dels seus deixebles. Sorgeix aleshores la hipòtesi que potser Jesús va repetir diverses vegades aquesta oració perquè els seus apòstols l'aprenguessin bé, i que Mateu i Lluc la situessin en dos d'aquests diferents moments. Aquesta teoria respon a la diferència de la narració del lliurament del parenostre entre Mateu i Lluc.

El parenostre (del llatí Pater Noster) és, doncs, el nom de l'oració cristiana que Jesús de Natzaret va donar segons narren els Evangelis segons Mateu (Mt 6:9-13) i segons Lluc (Lc 11:1-4). De la diferència de la descripció de les circumstàncies i en l'estil del text de l'oració en tots dos autors, deriven les diferents versions existents per a cada confessió cristiana. El parenostre es considera l'oració cristiana comuna per excel·lència per les confessions majoritàries: per al catecisme de l'Església Catòlica i per als protestants és el model d'oració cristiana i l'oració més perfecta segons els ortodoxos.

## Interpretació del Cristianisme romanocatòlic

### Text en llatí i traducció catalana
La versió catòlica del parenostre en català es basa en la versió llatina, idioma oficial de la Seu Apostòlica, que era també la llengua que es feia servir durant l'edat mitjana per recitar el Pater Noster, àdhuc per gent sense cap mena d'instrucció, tot i que ho feien en llatí vulgar. Per a una millor difusió i comprensió de les Sagrades Escriptures, es va encarregar a Sant Jeroni, un religiós que dominava les llengües hebrea, aramea i grega, l'adaptació de la Bíblia llatina que fins aleshores era disponible en traduccions realitzades per diversos autors, presentant diferents estils a cada llibre, i fou així com va néixer la Vulgata.

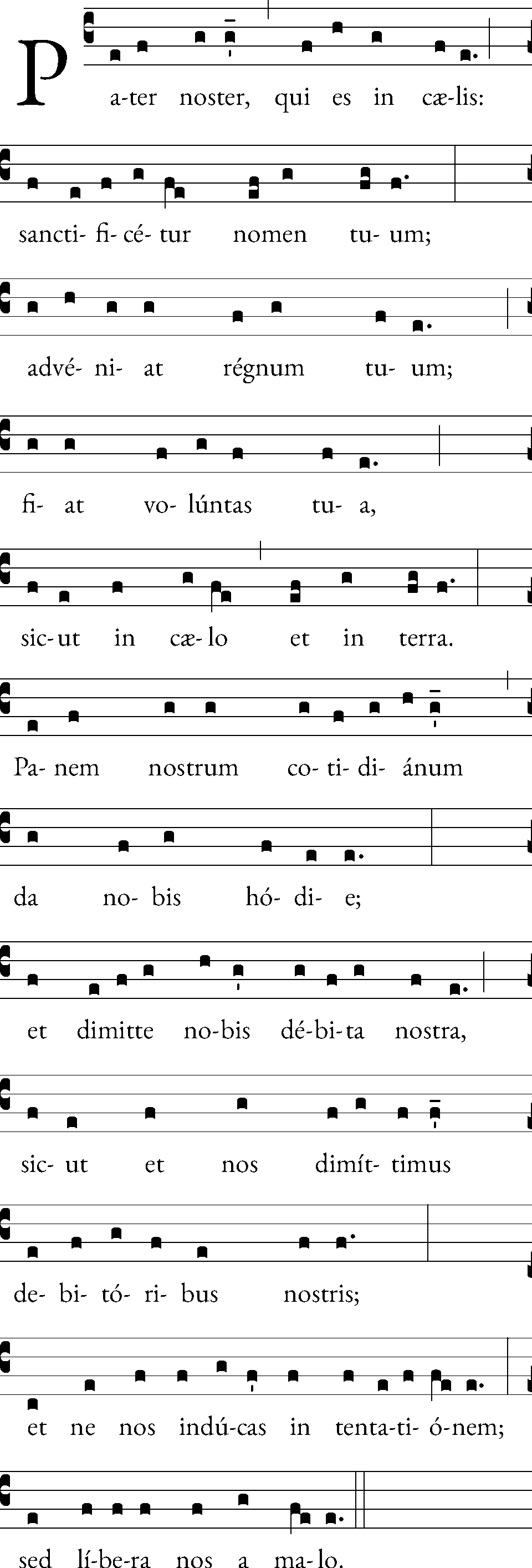
Transcripció de l'oració del parenostre al Cant gregorià

| Català                                                                                         | Llatí                                                                                              |
| Pare nostre, que esteu en el cel:                                                              | Pater noster, qui es in caelis,                                                                    |
| Sigui santificat en el vostre nom.                                                             | sanctificetur nomen tuum.                                                                          |
| Vingui a nosaltres el vostre regne.                                                            | Adveniat regnum tuum.                                                                              |
| Faci's la vostra voluntat, així a la terra com es fa en el cel.                                | Fiat voluntas tua, sicut in caelo, et in terra.                                                    |
| El nostre pa de cada dia, doneu-nos, Senyor, el dia d'avui.                                    | Panem nostrum quotidianum da nobis hodie,                                                          |
| I perdoneu les nostres culpes,                                                                 | et dimitte nobis debita nostra                                                                     |
| així com nosaltres perdonem els nostres deutors.                                               | sicut et nos dimittimus debitoribus nostris. (Vulgata: sicut et nos dimisimus debitoribus nostris) |
| I no permeteu que nosaltres caiguem en la temptació, ans deslliureu-nos de qualsevol mal. Amén | Et ne nos inducas in tentationem, sed libera nos a malo. Amen.                                     |